# Sada Abe
Sada Abe (阿部 定?, Abe Sada; Tokyo, 28 maggio 1905 – dopo il 1971) è stata un'assassina giapponese, ricordata per aver strangolato il 18 maggio 1936 il suo amante Kichizō Ishida (石田 吉蔵?, Ishida Kichizō), al quale poi tagliò il pene e i testicoli.
La storia, che fece subito scalpore in Giappone, divenne ben presto ispirazione per artisti, filosofi, scrittori e registi.

## Biografia

### Primi anni
Settima degli otto figli di Shigeyoshi e Katsu Abe, Sada nacque nel quartiere di Kanda e fu la più giovane dei quattro figli che raggiunsero l'età adulta. Pargola preferita della madre, fu incoraggiata a prendere lezioni di canto e a imparare a suonare lo shamisen, attività all'epoca associate perlopiù alle geisha o alle prostitute. La figura delle geisha, che all'epoca erano considerate celebrità, affascinò la Abe e la spinse a provare a divenire una di loro sin dall'infanzia. Il suo carattere difficile e incontrollabile, dovuto anche alle difficoltà familiari, la portarono a frequentare ragazzi problematici e fu proprio uno di questi, uno studente universitario, che violentò l'allora quindicenne Abe.
Nel 1922 venne venduta a una casa di geisha a Yokohama, cosa, come affermò Toku Abe, la sorella maggiore di Sada, da lei fortemente voluta. L'ingresso nel mondo delle geisha fu però molto deludente per Sada, dato che a causa della sua età non più giovanissima venne relegata a mansioni più basse e umilianti, come l'intrattenere sessualmente gli avventori delle vere geisha e maiko. Lavorò per cinque anni in queste vesti fino a contrarre la sifilide, cosa che la portò a sottoporsi a regolari esami fisici, prima di entrare a far parte al mondo della prostituzione, professione meglio retribuita rispetto a quella ricoperta tra le geisha.

### I primi anni trenta
Lasciata Yokohama, Abe cominciò a lavorare come prostituta nel quartiere Tobita di Osaka. Poco tempo dopo il suo arrivo a Osaka, Abe si guadagnò una pessima fama dato che venne accusata più volte di derubare i suoi clienti. Inoltre cercò di lasciare il postribolo in cui era impiegata, nonostante ne fosse vincolata da un contratto, e da cui venne subito rintracciata dalla sviluppata organizzazione della prostituzione legale. Dopo due anni riuscì a sfuggire al sistema di prostituzione legale con licenza e incominciò a lavorare come cameriera, ma insoddisfatta dei guadagni, tornò a prostituirsi nuovamente, lavorando nei bordelli senza licenza di Osaka.
A seguito della morte della madre, avvenuta nel gennaio del 1933, Sada ritornò a Tokyo ove entrò nel mercato della prostituzione locale. Nel gennaio del 1934 il padre si ammalò, per poi venire a mancare poco tempo dopo. Nell'ottobre del 1934 venne arrestata dopo alcuni controlli effettuati dalla polizia nel bordello dove lavorava senza alcuna licenza. Venne liberata grazie all'intervento di Kinnosuke Kasahara, un uomo con cui la Abe aveva instaurato una relazione. Questo rapporto si interruppe quando l'uomo, sposato, rifiutò di lasciare la moglie per lei. In quel periodo Sada incontrò Kichizō Ishida, futuro amante e vittima.

### L'incontro con Kichizō Ishida

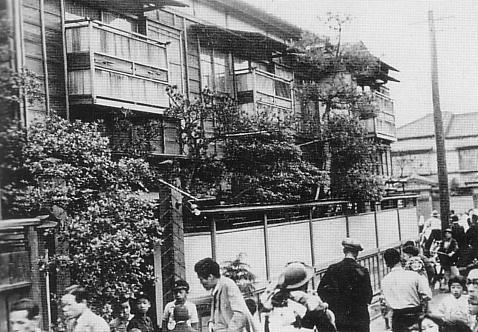
L'abitazione in cui avvenne il delitto commesso da Abe.

Ritornata a Tokyo incominciò a lavorare dal 1º febbraio 1936 presso il locale Yoshidaya, gestito da Kichizō Ishida, noto donnaiolo all'epoca quarantaduenne, e dalla moglie. I due intrecciarono ben presto una relazione e già il 23 aprile dello stesso anno Kichizō Ishida e Abe si incontrarono in una casa da tè, equivalente di un hotel dell'amore contemporaneo, restando a letto per i quattro giorni successivi. Si spostarono poi nella notte del 27 aprile in un'altra casa da tè nel più distante quartiere di Futako Tamagawa, dove continuarono a bere e fare sesso, talvolta con l'accompagnamento del canto di una geisha.
Ritornarono, dopo un'assenza di quasi due settimane, al ristorante la mattina dell'8 maggio. Dopo quell'incontro, la Abe cominciò a manifestare segni di squilibrio e a bere eccessivamente. Ella sosteneva che con Ishida aveva compreso cosa fosse l'amore vero e che il solo pensiero che egli fosse nuovamente con la moglie la faceva ingelosire. A causa della sua incontrollabile gelosia, la Abe incominciò a considerare l'omicidio come soluzione ai suoi problemi, arrivando a minacciare Ishida con un coltello l'11 maggio, non venendo presa però seriamente dall'uomo.

### L'omicidio
Abe e Ishida continuarono ad avere rapporti sessuali anche dopo le minacce di lei. Durante uno di questi incontri Abe mise un coltello alla base del pene di Ishida, dicendogli che avrebbe fatto in modo che lui non andasse più con nessun'altra, provocando l'ilarità di Ishida. In quell'incontro amoroso, che durò due notti, la Abe soffocò Ishida con il suo obi durante un orgasmo, agevolata da quest'ultimo, che confermava il suo piacere nel subire tale azione, uccidendolo nel sonno la mattina del 18 maggio 1936 alle 2:00 circa. Successivamente la Abe affermò che «dopo aver ucciso Ishida si sentì totalmente a suo agio, come se un pesante fardello le fosse stato tolto dalle spalle, vedendo dentro di sé tutto più chiaro».
Dopo aver passato alcune ore accanto al cadavere di Ishida, Abe pensò di recidere a quest'ultimo pene e testicoli, per poi avvolgerli nella copertina di una rivista tenendoli con sé fino al giorno del suo arresto, avvenuto tre giorni dopo. Scrisse col sangue dell'uomo sul cadavere e sulle lenzuola frasi come "Sada e Kichi, noi due" e altre di questo tenore. Dopo aver indossato la biancheria intima di Ishida, lasciò la locanda alle 8:00 circa, dicendo al personale di non disturbare l'uomo. Nei giorni successivi Abe pianificò anche il suicidio, senza però riuscirci.

### L'arresto

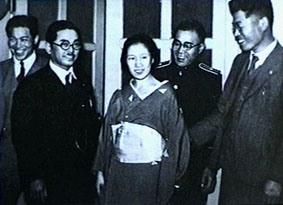
Sada Abe al momento dell'arresto, 20 maggio 1936.

La donna venne catturata tre giorni dopo a Takanawa, a sud di Tokyo. L'ispettore Ando, colui che arrestò Sada, non trovando tra gli effetti personali il macabro ricordo che la donna aveva prelevato dal suo amante, glielo chiese direttamente. La donna lo estrasse dal suo kimono, avvolto nella carta di riso: Sada affermò che quello era il ricordo più caro di Kichizō.

### Il processo
Sada venne accusata di omicidio, mutilazione e perversione sessuale. Quando venne a sapere di quest'ultimo capo di imputazione ella non lo accettò e chiese, tramite il suo avvocato, di essere esaminata dagli psichiatri per dimostrare la falsità di quella accusa. Un team di psichiatri dichiarò infatti che ella non era una hentai-seiyokusha, ovvero una pervertita sessuale, ma solamente una ijo-seiyokusha, termine traducibile come ninfomane.
Scagionata da quell'accusa che l'aveva profondamente offesa, Sada ammise la propria colpevolezza per le altre imputazioni, venendo condannata a soli sei anni di detenzione, che scontò solo in parte dato che venne liberata nel 1940 a seguito dell'amnistia generale per i festeggiamenti per i 2600 anni dall'ascesa al trono del primo imperatore Jinmu.

### Dopo il 1940
Uscita dal carcere Sada cambiò nome e si sposò con un uomo che, appena venuto a conoscenza della reale identità della donna, divorziò da lei. In seguito venne ingaggiata da una compagnia teatrale per interpretare se stessa e successivamente si persero le sue tracce: le ultime notizie di lei risalgono al 1970.

## Sada Abe nella cultura di massa
La vicenda di Sada Abe entrò nella cultura giapponese, ispirando scrittori e registi. Alla storia di Sada e Kichizō si ispirano i film Abesada - L'abisso dei sensi ed Ecco l'impero dei sensi.